# AC50
L'AC50 (definit a les regles de l'America's Cup com a iot de classe AC, o ACC ) va ser una regla de desenvolupament de catamarà de vela d'ala que va regir la construcció dels iots utilitzats a la Copa Louis Vuitton 2017 i la Copa Amèrica 2017. Igual que els AC72 més grans utilitzats a l'America's Cup 2013, els AC50 van utilitzar estabilitzadors de punyal en forma de L, així com ascensors de timó en forma de T que van poder generar prou sustentació per permetre que els vaixells surtin del mode de desplaçament amb vents superiors a 7kt.

## Característiques
Tots els sindicats havien provat versions prototip de travesses, veles d'ala, apèndixs, així com sistemes de govern i retallament a les plataformes AC45 com a iots substituts abans de construir el seu AC50. La classe permetia el control hidràulic de les veles d'ala i els apèndixs. Els motors i l'automatització informàtica estaven prohibits a la classe. Cada equip rival només es va permetre construir un AC50 per a la competició i només es van construir sis vaixells. La classe va ser substituïda pel monocasc AC75 després de l'America's Cup 2017.

## Èxits
La classe va aconseguir una velocitat màxima màxima de 47.2 knots (87.4 km/h) sobre l'aigua, registrada per telemetria ACRM a bord del Magic Blue de Suècia.
L'embarcació guanyadora de la Copa Amèrica 2017, dissenyada per un equip liderat per Daniel Bernasconi i navegada per Team New Zealand, comptava amb un estabilitzador polièdric de daga i un sistema hidràulic amb pedal per controlar la seva vela major d'ala fixa de 24 m d'alçada; quatre tripulants que proporcionen l'energia de les estacions de bicicletes a cada casc en lloc de moldre els cabrestants a mà.
El disseny de l'AC50 es va convertir en l'únic disseny de la classe F50 utilitzat per a la competició SailGP.